# Valoissa
Albums de Indica
"Kadonnut puutarha"
(2007) "A Way Away"
(2010)

Valoissa est le 4e album du groupe de pop rock finlandais Indica, sorti le 17 septembre 2008. 

Il a été produit par l'auteur-compositeur du groupe Finlandais Nightwish, Tuomas Holopainen.

## Liste des titres
1. Elä
2. Pahinta Tänään (single)
3. 10 H Myöhässä
4. Hiljainen Maa
5. Askeleet
6. Sanoja
7. Valoissa (single)
8. Täältä Pois
9. Pyromaani
10. Hämärää
11. Ei Enää